# Ucrânia eslobodiana
Sloboda Ucrânia (em ucraniano:  Слобідська Україна, transl. Slobidska Ukraina, em russo:  Слободская Украина, transl. Slobodskaya Ukraina), também conhecido localmente como Slobojanshchina (em ucraniano:  Слобожанщина, em russo:  Слобожанщина, transl. Slobojanshchina), é uma região histórica no nordeste da Ucrânia e no sudoeste da Rússia. Desenvolveu-se e floresceu nos séculos XVII e XVIII na fronteira sudoeste do Czarado da Rússia. Em 1765, foi convertido no Gubernia de Sloboda.

## Etimologia
O seu nome deriva do termo sloboda para um assentamento colonial livre de obrigações fiscais e da palavra Ucrânia no seu sentido original de “terra fronteiriça”. A etimologia da palavra Ucrânia é vista desta forma entre historiadores russos, ucranianos e ocidentais, como Orestes Subtelni, Paul Magocsi, Omeljan Pritsak, Miguel Hrushevski, Ivan Ohienko, Pedro Tolochko e outros. É apoiado pela Enciclopédia da Ucrânia e pelo Dicionário Etimológico Ucraniano.

## Extensão geográfica
O território da histórica Sloboda Ucrânia corresponde à parte do atual oblast de Carcóvia (na sua totalidade), e partes dos oblasts de Sume, Donetsk, e Lugansk, bem como partes dos oblasts de Belgorod, Kursk e Voronej.